# Moderation
Moderation è un singolo del gruppo musicale britannico Florence and the Machine, pubblicato il 24 gennaio 2019 dalla Virgin EMI Records. La versione digitale del brano include il lato B Haunted House.

## Tracce
Download digitale
1. Moderation – 3:08 (Florence Welch, Doveman, James Ford)
2. Haunted House – 1:53 (Florence Welch, Matthew Daniel Siskin)

Durata totale: 5:01